# L.T. Piver
L.T. Piver est une maison de parfum française dont les origines remontent à 1774. Son histoire marque l'évolution moderne de la parfumerie, entre autres pour avoir développé à grande échelle des parfums de synthèse et une politique commerciale tournée vers l'exportation.

## Historique

### Michel Adam
À l'origine de l'histoire de L.T. Piver se trouve une enseigne nommée À la Reine des Fleurs, fondée par le maître gantier-parfumeur Michel Adam à Versailles. Au XVIIIe siècle, les gants en cuir étaient souvent parfumés pour ajouter une touche de luxe et masquer les odeurs naturelles du matériau. Ainsi est née l'eau de toilette, À la Reine des Fleurs, inaugurant dans la foulée une boutique de parfumerie le 8 juillet 1774 au 82 rue des Lombards à Paris. Initialement destiné aux pièces de cuir, ce parfum a rapidement conquis la cour de Louis XVI grâce également à son Essence Vestimentale, un détachant qui mêlait des notes de lavande, d'épices et d'herbes, séduisant hommes et femmes de la haute société.

### Guillaume Dissey et Louis-Toussaint Piver

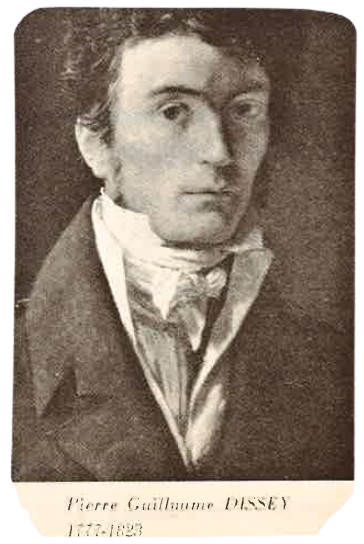
Portrait de Pierre Guillaume Dissey.

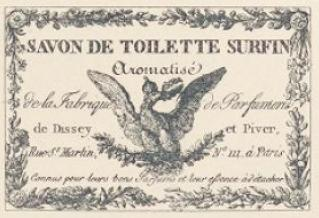
Étiquette pour un savon aromatisé Dissey et Piver (après 1813, source BnF).

En 1805, Pierre Guillaume Dissey, cousin du fils de Michel Adam, reprend la « fabrique de parfumerie » et engage son filleul Louis-Toussaint Piver comme apprenti pour ses connaissances en chimie. En 1806, les deux hommes s'associent et établissent leur boutique parisienne au 111-113, rue Saint-Martin, sous le nom « Dissey et Piver », avec pour signature commerciale À la Reine des Fleurs. Cette collaboration permet à Louis-Toussaint Piver d'apporter un regard novateur sur la création des parfums et le mélange des essences.
Dès 1817, des succursales sont ouvertes en Angleterre, Belgique, Russie et au Brésil, marquant le début d'une expansion internationale. 
Pierre-François-Pascal Guerlain signe en 1822 un contrat avec la société Dissey et Piver, alors déjà solidement établie à Paris, avant de fonder sa maison homonyme en 1828.
Sous la direction ambitieuse de Piver et Dissey, la société lance une large gamme de produits cosmétiques et de parfums, comptant plus de 1 100 produits présentés dans le Catalogue des parfumeries superfines et savons de toilette de Dissey et Piver imprimé en 1827 par l'imprimerie de Honoré de Balzac,.

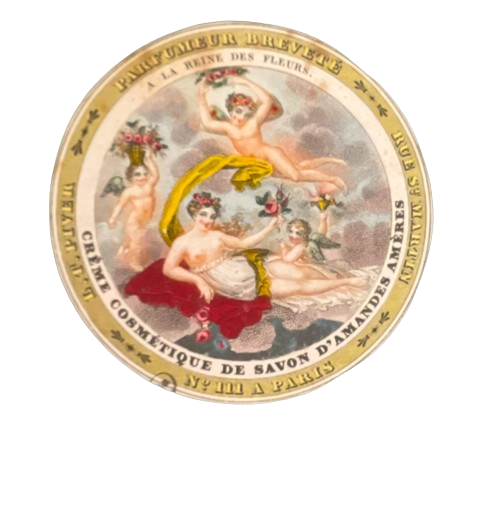
Étiquette de la Maison L.T. Piver pour la crème cosmétique À la Reine des Fleurs et ses 3 Amours (1832).

La gamme de produits s'étendait au-delà des eaux de toilette, incluant une variété de savons parfumés, d'accessoires tels que des sachets de satin et des gants, ainsi que des produits divers comme du cirage, de la moutarde, et des articles médicinaux. L'entreprise s'est rapidement imposée comme une référence incontournable dans la haute société de Paris. L'expansion internationale s'est poursuivie avec l'ouverture de succursales à Londres, Bruxelles et Barcelone, consolidant la réputation de l'enseigne dans les grandes capitales européennes. Par la suite, la marque s'est établie à travers le monde, notamment à New York, Mexico, Moscou et Hong-Kong, devenant une référence en matière de parfumerie.

### Louis-Toussaint Piver

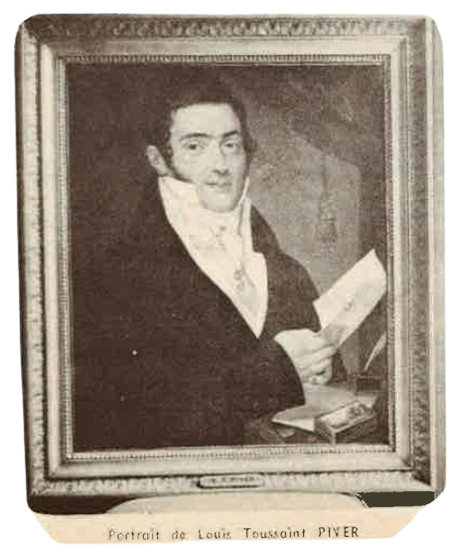
Portrait de Louis-Toussaint Piver.

Après le décès de Pierre-Guillaume Dissey en 1823, l'entreprise adopte comme nouvelle raison sociale L.T. Piver, du nom de celui qui en prend la direction, Louis-Toussaint Piver, toujours sous la marque À la Reine des Fleurs. Cette année-là, l'entreprise obtient le titre de fournisseur officiel de la Cour de Versailles, officialisée à la demande de Charles X,, suivi en 1825 de celui de la duchesse de Berry. Cette reconnaissance consacre « La Reine des Fleurs » comme un acteur majeur du commerce de luxe de la parfumerie à Paris.
Les créations de L.T. Piver sont recherchées dans de nombreuses cours d'Europe, recevant des brevets d'eau de Cologne de personnalités telles que Guillaume IV d'Angleterre, la reine Adélaïde, Louis-Philippe Ier, la reine d'Espagne, Dona Maria de Portugal, le roi des Belges Léopold Ier, le roi du Danemark et la princesse Frédérique de Prusse. Les produits du 111 rue Faubourg Saint Martin deviennent synonymes de raffinement dans les cercles sociaux et culturels européens, ainsi qu'au-delà des frontières.
En 1826, Piver établit une usine à la Villette, équipée des dernières avancées[Lesquelles ?] pour optimiser le travail des ouvriers. Il prend des mesures pour lutter contre la contrefaçon en créant un cachet de garantie accompagnant chaque produit.
Malgré le déclin économique après la révolution de 1830, L.T. Piver, fatigué et ayant perdu son associé, décide progressivement de se retirer des affaires. En 1832, il fait entrer dans l'entreprise un couple d'investisseurs, Messier et Amavet, avec une clause spéciale maintenant son neveu, Alphonse Piver, et celui de son ancien associé, Alphonse Dissey, dans leurs positions au sein de l'entreprise. Cette décision est révélatrice d'une volonté de maintenir l'entreprise dans la famille, avec l'espoir que les jeunes neveux acquerront avec le temps l'expérience nécessaire pour en reprendre les rênes.
En 1833, un nouveau magasin est ouvert au 103 rue Saint-Martin, tandis que les locaux des numéros 111 et 113 sont réservés comme entrepôts. Un laboratoire, conçu par Alphonse Piver, est installé dans l'arrière-cour, témoignant de l'engagement continu de l'entreprise envers l'innovation et la qualité. L'intérieur du magasin est décrit comme élégant, avec des boiseries en teck, des meubles en acajou et des tapis floraux, reflétant le luxe associé à la marque.
Louis-Toussaint mourra à l'âge avancé de 90 ans, le 1er mars 1877, à Paris.

### Alphonse Piver

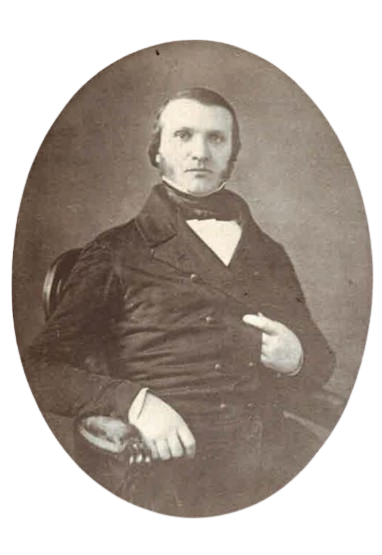
Portrait photographique d'Alphonse Piver (avant 1882).

Après le départ de Louis-Toussaint Piver en 1837, Alphonse Dissey et Alphonse Piver (1812-1882), neveux de Louis-Toussaint, reprennent l'entreprise. Sous la direction d'Alphonse Piver, l'entreprise prospère et élargit son catalogue. Alphonse Piver ne se contente pas de suivre les tendances, il innove en créant de nouveaux produits tels que le Lait d'Iris et le Savon au Suc de Laitue. Ces produits attirent l'attention de l'empereur Napoléon III, qui les utilise pour ses massages quotidiens, permettant à Alphonse Piver d'afficher sur ses véhicules de livraison « Fournisseur de sa Majesté l'Empereur ». Pour l'Impératrice Eugénie, il concocte l'essence nommée Fleurs d'Andalousie, renforçant ainsi la réputation nobiliaire de ses produits.

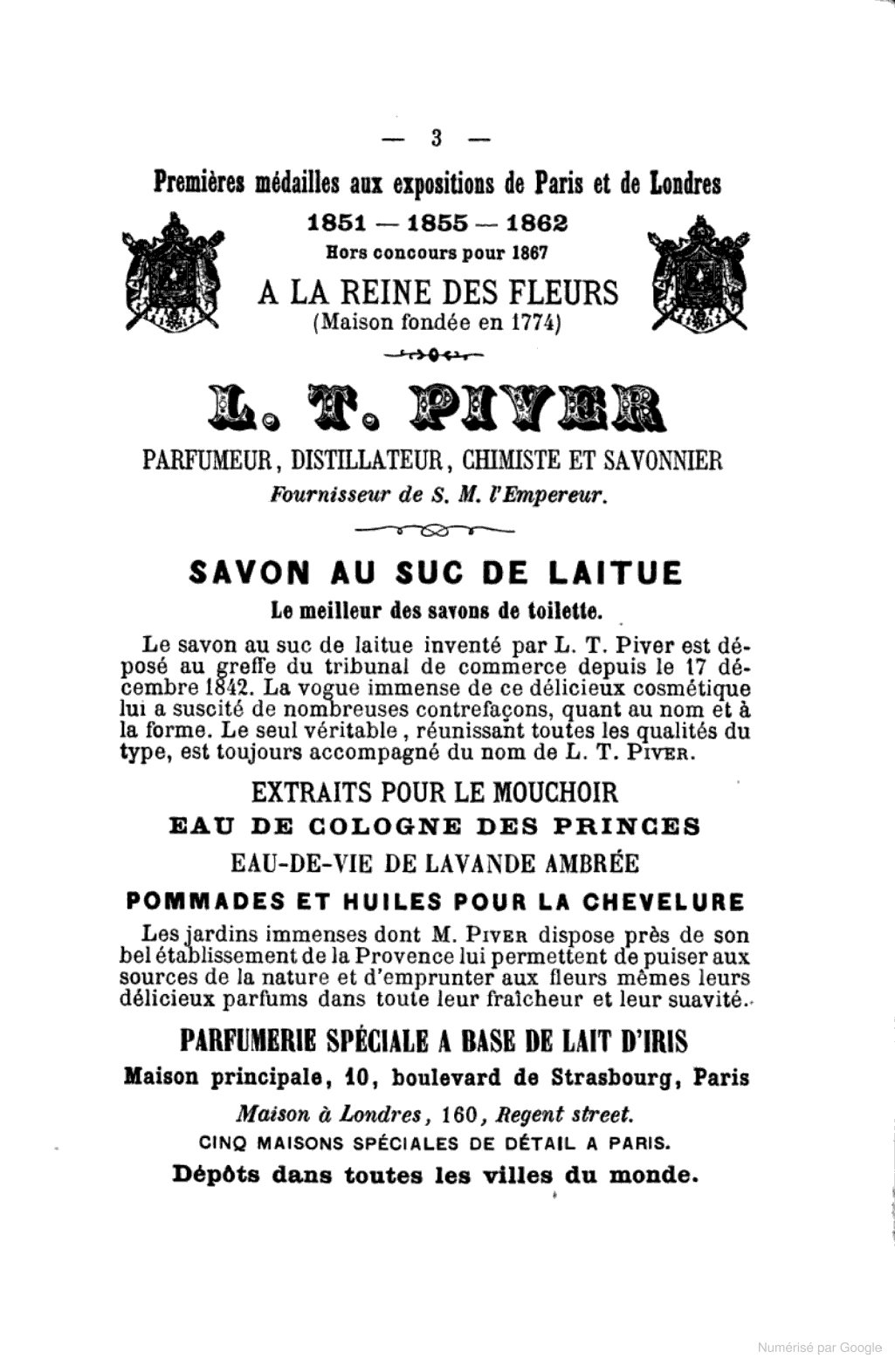
Publicité L.T. Piver de 1864 présentant les récompenses de la Maison.

À la suite de l'acquisition de l'usine de distillation des Capucines à Grasse, Alphonse Piver établit sa marque comme une référence de qualité et d'excellence. Ses efforts sont récompensés par des distinctions tout au long de sa carrière, témoignant de la supériorité de ses produits.
En 1851 et en 1862, L.T. Piver reçoit la Prize Medal à Londres, et en 1855, la médaille de 1re classe à Paris. En 1865, la Maison reçoit la médaille de 1re classe à Porto. En 1867, son fondateur est nommé chevalier de la Légion d'honneur, puis en 1878, la Maison obtient la médaille d'argent de 1re classe à Paris, accompagnée de la promotion de son responsable au grade d'officier de la Légion d'honneur. Elle affiche en 1863 un chiffre d'affaires de près de 2 millions de francs-or.
Le sens des affaires d'Alphonse Piver s'étend également à ses inventions mécaniques, pour lesquelles il dépose des brevets. Il comprend l'importance d'anticiper les progrès technologiques et crée un dispositif, « la Machine Pneumatique », destiné à améliorer l'extraction des parfums à partir des fleurs. Son séchoir automatique, breveté en 1864, permet de produire cinq cents douzaines de savon par jour, marquant une avancée significative dans la fabrication industrielle.

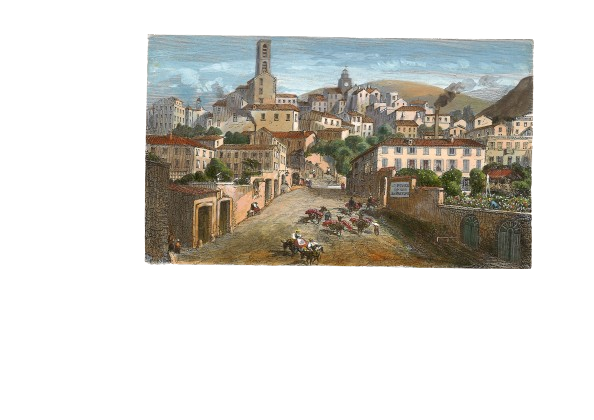
Vue d'artiste de l'usine de Grasse (1850).

Outre ses inventions, Alphonse Piver manifeste un profond engagement social envers ses ouvriers. Il est le premier parfumeur à chauffer ses ateliers et à mettre en place des allocations pour les femmes en couches et des plans de retraite pour les travailleurs.
À la fin des années 1860, et d’après un article paru en 1867 dans Le Monde Illustré, L.T. Piver possédait, à cette époque, cinq magasins de vente à Paris aux adresses suivantes : 23 boulevard des Italiens, 29 place de la Bourse, 44 rue de la Chaussée d’Antin, 28 place Vendôme, et 9 boulevard Poissonnière ; ainsi que deux boutiques à l’étranger : au 160 Regent Street à Londres, et au 41 rue des Bouchers à Bruxelles. On compte aussi trois usines situées respectivement : à Paris (10, boulevard de Strasbourg), à La Villette (qui deviendra l’usine d’Aubervilliers) et à Grasse (Alpes-Maritimes).

### Lucien-Toussaint Piver

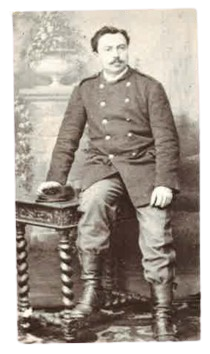
Portrait photographique de Lucien-Toussaint Piver (1890).

Lucien-Toussaint Piver (1849-1915) n'était pas un créateur aussi novateur que son père Alphonse Piver, mais il était un chimiste consciencieux doté d'une intelligence avertie. Sa modestie et sa bonté lui ont valu l'estime de tous ceux qui ont eu le privilège de le connaître. Formé par son père, Alphonse Piver, et son grand-père, Louis-Toussaint Piver, Lucien a su s'entourer de compétences nouvelles telles que Pierre Armingeat, le « nez » de la maison, le chimiste et professeur émérite de la Sorbonne, Georges Darzens, Jacques Rouché, un polytechnicien passionné des beaux-arts et du théâtre qui était également son gendre, ainsi que son cousin Paul Nocard, et bien d'autres collaborateurs de valeur. En 1910, Lucien-Toussaint Piver se retire des affaires.

### Jacques Rouché

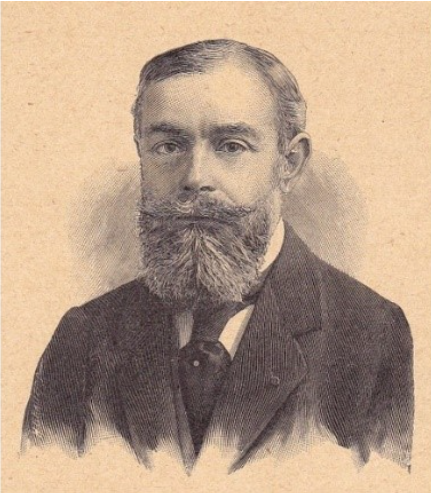
Portrait de Jacques Rouché.

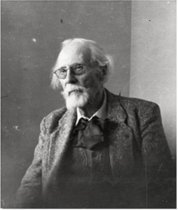
Portrait d'Auguste Georges Darzens.

En 1896, Jacques Rouché, époux de Berthe Piver (1870-1955), devenu le gendre de Lucien-Toussaint Piver, lors directeur de La Grande Revue, du théâtre des Arts (aujourd'hui théâtre Hébertot) et futur sauveur de l’Opéra de Paris, est nommé administrateur de l'entreprise. Afin de moderniser la société L.T. Piver, et croyant fermement en l’avenir de la parfumerie par la chimie, Rouché engage des ingénieurs chimistes pour développer parmi les premiers parfums de synthèse. Parmi eux se trouve Auguste Georges Darzens, un polytechnicien et agrégé de physique, considéré comme un expert dans le domaine. Ensemble, Rouché et Darzens révolutionnent l'art de la parfumerie en introduisant de nouvelles matières chimiques dans la composition des parfums, permettant ainsi de remplacer certaines essences naturelles et de fixer les autres. Darzens, à l'origine de la synthétisation du salicylate d'amyle, contribue à cette percée en créant l'un des ingrédients clés du Trèfle Incarnat, une première création qui connaît un succès notable et devient célèbre pour ses présentations modernes qui reflètent l'enthousiasme de Rouché pour l'art nouveau, convoquant des artisans verriers employés par Baccarat. Cette réussite lui permet de prendre la direction du laboratoire de recherche de L.T. Piver, où il reste de 1897 jusqu'en 1920 et où il inventera la réaction de Darzens.
L.T. Piver connaît alors une expansion à travers le monde en cette fin du XIXe siècle, établissant des filiales commerciales et des unités de production dans de nombreuses villes, dont Londres, Anvers, Gand, Milan, Vienne, Moscou, New York, Mexico, Buenos Aires, et Hong-Kong. Au début du XXe siècle, L.T. Piver devient l'une des rares entreprises françaises à réaliser plus de la moitié de son chiffre d'affaires à l'exportation, ce qui lui vaut le surnom de « parfumeur du monde ». Les parfums L.T. Piver, renommés à l'international, continuent de marquer l'histoire avec des créations telles que Rêve d'Or (1889), Pompeia (1907), Azuréa (1926), Cuir de Russie (1944).
L'usine d'Aubervilliers, dirigée pendant de nombreuses années par Georges Gobet, a été un pilier de la production, employant jusqu'à 1 500 personnes en 1926 et produisant quotidiennement jusqu'à 50 tonnes de produits cosmétiques. 
En 1919, la société en nom collectif est prorogée sous la raison sociale P. Nocard  & Cie, jusqu’au 31 décembre 1941. Jacques Rouché et Paul Nocard se partagent la direction. Dès cette date, Jacques Rouché cède 25 % de ses parts à son gendre, Jean Godillot, dont l'ancêtre est Alexis Godillot. En 1925, la société est transformée en société anonyme, sous la raison sociale « Parfumerie L. T. Piver ». Le siège se situe toujours au 10 boulevard de Strasbourg. Jean Godillot prend la tête de l’entreprise comme président à la fin des années 1920. En 1938, la société Parfumerie L.T. Piver affiche un capital de 10 millions de francs, et, cotée à la bourse de Paris, lance un emprunt obligataire.
Fortement impactée par la crise économique du début des années 1930, puis fragilisée par les années d’occupation, la Parfumerie L.T. Piver entame un déclin progressif à partir des années 1950. Les effectifs de l’usine d’Aubervilliers sont réduits à 450 personnes. Au milieu des années 1960, les activités de cosmétiques sont vendues à Rhône-Poulenc tandis que les ateliers de la rue de la Motte sont cédés à la société américaine Hélène Curtis. En 1974, L.T. Piver quitte Aubervillliers pour Chartres où une nouvelle chaîne de production est ouverte. Racheté, le site d'Aubervilliers est transformé en cité d’activités sous le nom de Cité Fabien puis, plus tard, d’Espace Jean-Jaurès. Le matériel est démantelé, les ateliers divisés en une trentaine de lots.
En 1949, la marque sponsorise l'émission Nuances produite par Pierre Grimblat pour Radio-Luxembourg avec Luis Mariano.
Après la mort de Rouché en 1953, c'est le fils de Jean Godillot, Thierry, qui prend l'ascendant dans l'entreprise. En 1967, la société prend le nom de « L.T. Piver S.A. ». Thierry Godillot en est le président directeur général jusqu’en 1975. Il est alors remplacé par Armand Benatar. Le bicentenaire de la société est célébré en 1974.

### De 1988 à nos jours
En mars 1988, L.T. Piver est racheté par la famille franco-algérienne de Prosper Amouyal, à la tête d'une holding, Medipar au groupe de chimie Rhône-Poulenc et aux héritiers Rouché-Godillot.
En 1997, le groupe Cora-Revillon revend la marque des parfums Caron à L.T. Piver,, qui la cède au groupe Alès l'année suivante.
La marque est finalement reprise en 2022, par Nelly Chenelat-Durand, forte de vingt années d'expérience dans le domaine des cosmétiques et de la parfumerie. Nelly Chenelat-Durand entend moderniser la marque tout en assurant la continuité de son héritage historique. Elle dirige la société NCDR Parfums,. 
Le siège parisien de la maison se trouve aujourd’hui au 84 rue du Faubourg Saint Honoré, au cœur du « triangle d’or » de la capitale française et possède depuis 1993 son site de production et son usine à Chartres en Eure-et-Loir. La production des parfums L.T. Piver reste made in France.
Depuis 2002, les parfums Coudray, fondés par Maugenet et Edmond Coudray en 1822, sont une de leurs filiales.

## Direction
- 1774-1799 [?] : Michel Adam, qui transmet à son fils ;
- 1805-1823 : Guillaume Dissey, neveu du précédent ;
- 1813-1837 : Louis-Toussaint Piver, filleul du précédent ;
- 1837-1882 : Alphonse Piver, fils du précédent ;
- 1882-1910 : Lucien-Toussaint Piver, fils du précédent ;
- 1910-1929 : Société Paul Nocard & Cie, formée avec Jacques Rouché, tous deux respectivement cousin et beau-fils du précédent ;
- 1929-1953 : Jean Godillot, beau-fils de Rouché ;
- 1953-1975 : Thierry Godillot, fils du précédent ;
- 1976-1988 : Armand Benatar ;
- 1988-2022 : Prosper Amouyal - Groupe Medipar ;
- Depuis 2022 : Nelly Chenelat-Durand - NCDR Parfums.

## Galerie

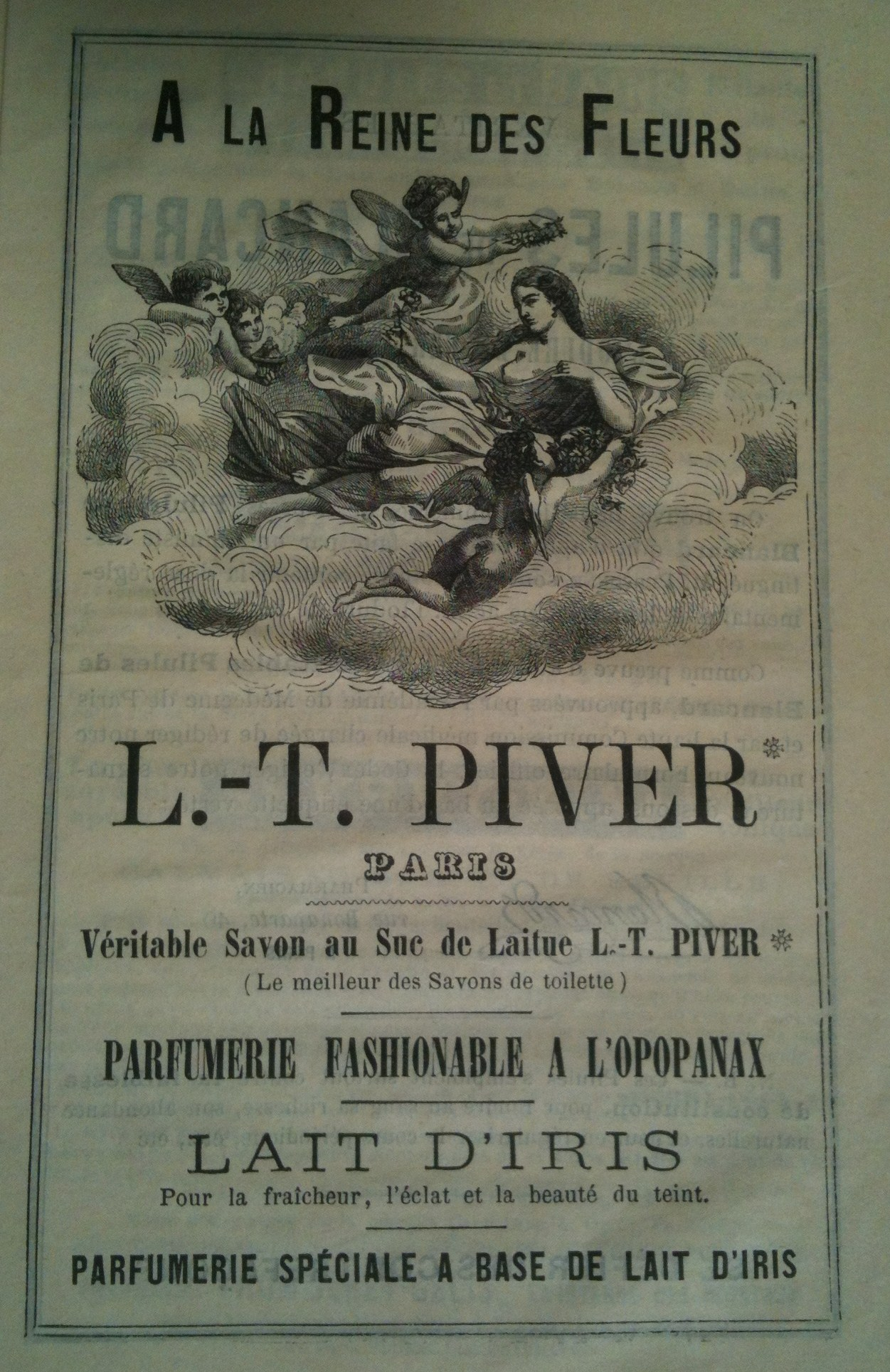
Publicité des années 1880.
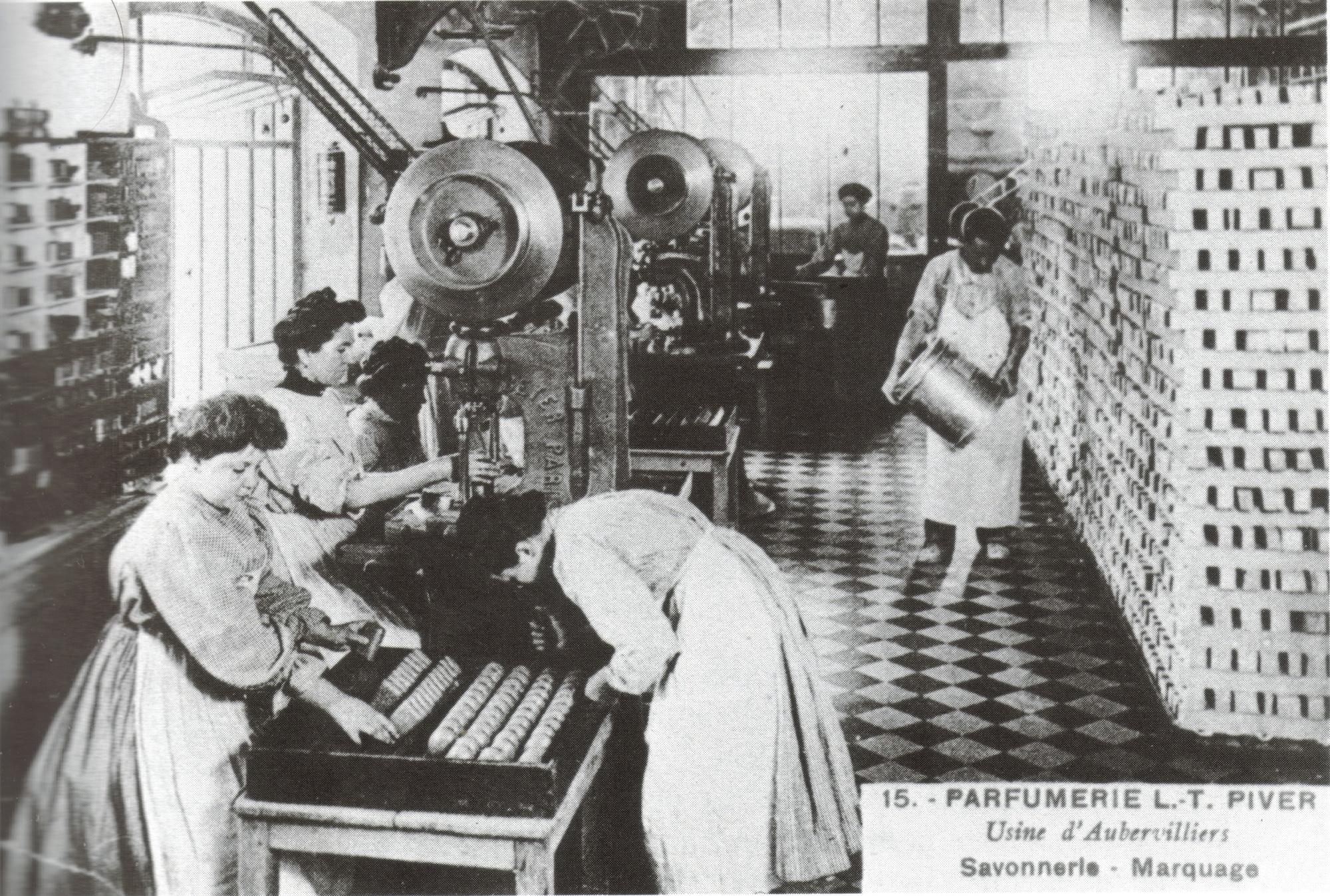
L'usine d'Aubervilliers vers 1900.
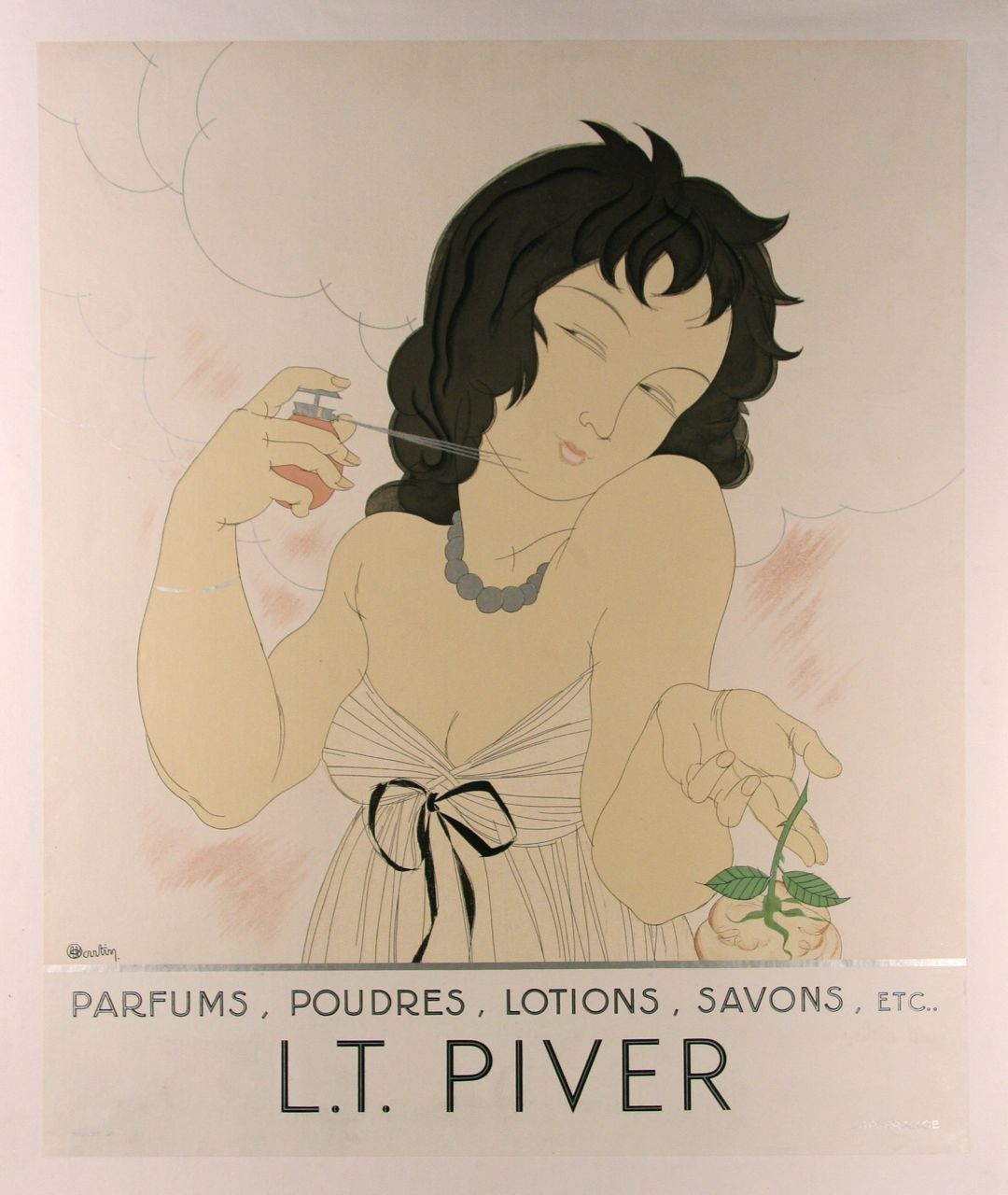
Publicité des années 1920 signée Charles Martin.
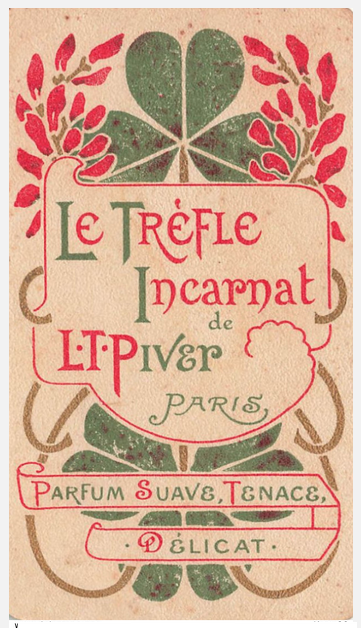
Carte parfumée Le Trèfle Incarnat (Maison Devambez, années 1920).
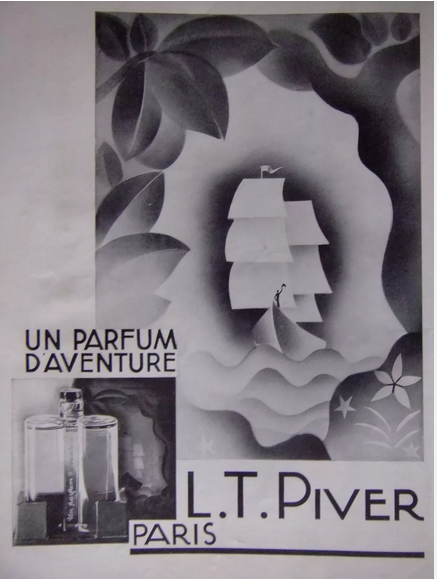
Un Parfum d'Aventure, publicité des années 1930.
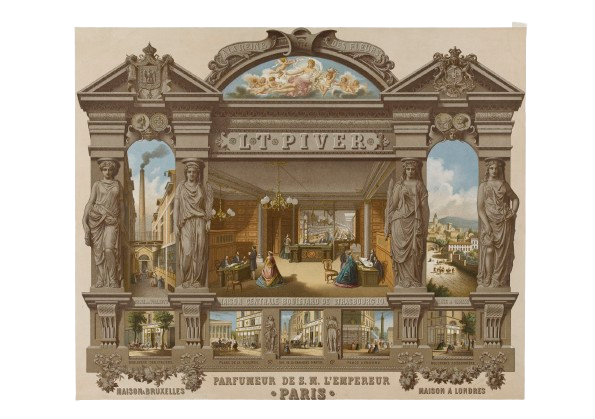
Estampe figurant la Maison L.T. Piver (1936)

## Catalogue
Parmi les nombreuses créations : 
- À la Reine des fleurs
- Astris
- Aubade
- Azuréa
- Baccara
- Cèdre
- Ciel d'été
- Clarté
- Cuir de Russie
- Diableries
- Eau de Cologne des princes
- Eau pour l'Homme
- Épices
- Fétiche
- Floramye
- Galuchat
- Gao
- Gerbera
- Héliotrope blanc
- Ilka
- Inclination
- Lariette
- Musc
- Œillet
- Oréade
- Pompeïa
- Printanel
- Reinita
- Rêve d'or
- Safranor
- Tabac
- Le Trèfle incarnat
- Un parfum d'aventure
- Vélivole
- Vivitz
- Volt